# Вёксоль-сюр-Об
Вёксо́ль-сюр-Об (фр. Veuxhaulles-sur-Aube) — коммуна во Франции, находится в регионе Бургундия. Департамент коммуны — Кот-д’Ор. Входит в состав кантона Монтиньи-сюр-Об. Округ коммуны — Монбар.
Код INSEE коммуны — 21674.

## Население
Население коммуны на 2010 год составляло 231 человек.
| 1962 | 1968 | 1975 | 1982 | 1990 | 1999 | 2010 |
| ---- | ---- | ---- | ---- | ---- | ---- | ---- |
| 539  | 480  | 385  | 372  | 305  | 259  | 231  |

## Экономика
В 2010 году среди 129 человек трудоспособного возраста (15—64 лет) 89 были экономически активными, 40 — неактивными (показатель активности — 69,0 %, в 1999 году было 66,7 %). Из 89 активных жителей работали 81 человек (50 мужчин и 31 женщина), безработных было 8 (2 мужчин и 6 женщин). Среди 40 неактивных 5 человек были учениками или студентами, 22 — пенсионерами, 13 были неактивными по другим причинам.